# Гарсіернандес
Гарсіернандес (ісп. Garcihernández) — муніципалітет в Іспанії, у складі автономної спільноти Кастилія-і-Леон, у провінції Саламанка. Населення — 534 особи (2010).
Муніципалітет розташований на відстані близько 150 км на захід від Мадрида, 22 км на південний схід від Саламанки.
На території муніципалітету розташовані такі населені пункти: (дані про населення за 2010 рік)
- Асуд-де-Вільягонсало: 0 осіб
- Ла-Сіда: 0 осіб
- Гарсіернандес: 462 особи
- Ла-Гранха: 0 осіб
- Хемінгомес: 11 осіб
- Ла-Лурда: 51 особа
- Матамала: 9 осіб
- Ель-Пардо: 1 особа

## Демографія
Динаміка населення (INE ):

## Зовнішні посилання
- Провінційна рада Саламанки: індекс муніципалітетів [Архівовано 23 квітня 2009 у Wayback Machine.]
- Посилання на Google Maps